# Лампа на Уилямс
Лампа на Уилямс или Лампа на Уилямс-Килбърн, наименувана на изобретателите си Фреди Уилямс и Том Килбърн от Университета в Манчестър, е електронна лампа, използвана като ранна форма на компютърна памет. Този елемент е тестван през 1947 г. и е пуснат в производство. Това е първата високоскоростна, изцяло електронна памет, използваща повърхността на електронно-лъчева тръба (както в телевизионните приемници) за съхраняване на битовете като точки на екрана. Всяка точка свети за част от секундата преди да избледнее.
Лампата на Уилямс разполага с капацитет за съхранение на 1300 бита при 5-инчов диаметър на екрана. Времето за достъп е от порядъка на 10 ms. Поради естественото изтичане на заряда, както и поради ефекта на влияние на съседните битове на всеки 200 достъпа до паметта се налага презаписване на паметта чрез сканиране на битовата решетка с електронен лъч. Лъчът остава фиксиран в едно положение на всеки бит за около 10 ms. Въпреки това, в рамките на първите 2 ms, вече е ясно дали битът е 0 или 1.
- Схема
- Лампа на Уилямс